# Kuiper (cráter marciano)
Kuiper /ˈkœypər/ es un cráter de impacto del planeta Marte situado al sur del cráter Nordenskiöld, al noroeste de Wright y al suroeste de Millman, a 57.4° sur y 149.8º oeste. El impacto causó una depresión de 87.0 kilómetros de diámetro. El nombre fue aprobado en 1976 por la Unión Astronómica Internacional, en honor al astrónomo alemán Gerard Kuiper (1905-1973).
| [[File:Wikikuiper.jpg\|1200px\|alt={{{Alt\|{{{descripción}}}]]                                                                       |
| Cráter Kuiper, fotografía de la cámara CTX a bordo del Mars Reconnaissance Orbiter. (El norte, hacia la izquierda de la fotografía). |